# Discomorpha carlobrivioi
Discomorpha carlobrivioi là một loài bọ cánh cứng trong họ Chrysomelidae. Loài này được Borowiec & Sassi miêu tả khoa học năm 2003.